# Roche-d'Or
Roche-d'Or (ancien nom allemand : Goldenfels) est une localité et une ancienne commune suisse du canton du Jura, située dans le district de Porrentruy. Elle a fusionné le 1er janvier 2009 avec Chevenez, Damvant et Réclère pour former la commune de Haute-Ajoie.

## Histoire
Au sommet de la chaîne du Mont-Terri, Roche d'Or est mentionné une première fois en 1283, lors d'un écrit d'un Comte de Montjoie y mentionnant. Des traces d'occupation celtique ont été découvertes au lieu-dit Faux d'Enson. Il s'agit d'une mise au jour d'un taureau tricorne gaulois et d'un dolmen enseveli sous terre.
Le nom du village viendrait d'un phénomène naturel par un soir d’été au coucher du soleil, vous aurez l’occasion de contempler la roche d'or qui reflète les rayons solaires. Juste en dessus de cette roche les anciens construisirent le château du même nom. Il s'agit d’une petite falaise de calcaires du Dogger (étage du Bajocien), découpée par une faille verticale, non loin du lieu-dit Faux d'Enson. Les calcaires du Dogger sont souvent de couleur jaune foncé à brun-clair. Le soleil s'y reflétant au couchant, accentue encore l'impression d'une roche dorée.
Le château de la Roche-d'Or, est un site aujourd'hui couvert par la forêt, il peut être vu en descendant de la Faux d'Enson en direction des Vacheries. On distingue cependant l'organisation de l'ensemble en deux parties : corps principal à l’ouest et avant-corps à l’est. Vestiges d’un mur et d'un fossé. Construction vers 1283 par l'évêque de Bâle Henry d’Isny, pour le comte de Montjoie face aux tentatives de l'Empire Germain. Démolition par ordre de l’évêque Blarer de Wartensee en 1595.
Les noms de familles sont originaires et liés à la commune : Barré, Cerf, Daucourt, Frossard, Schwartzmann, Walzer.
À partir du 1er janvier 2009, Chevenez, Damvant, Réclère et Roche-d'Or ne forment plus qu'une seule commune qui porte le nom de « Haute-Ajoie ».
Lieux-dits de la commune : La Faux-d'Enson, La Vacherie-Dessous, La Vacherie-Dessus, Lavaux pour le côté Suisse. Montjoie-le-château et Vaufrey pour le côté France.
De 1964 à 2004, la commune a accueilli la Course de côte de Roche-d'Or.

## Notes et références

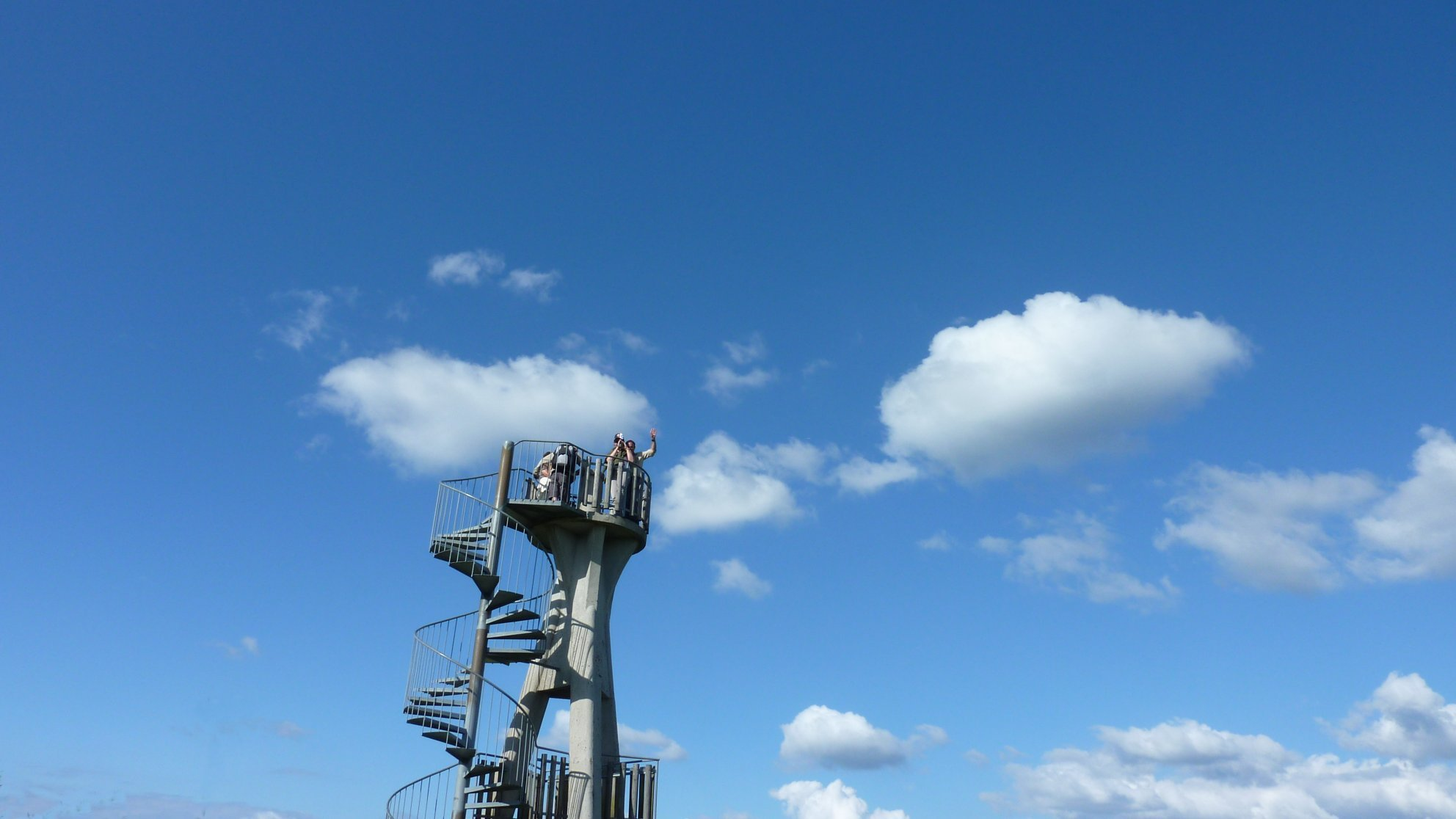
Plateforme panoramique à Roche-d'Or.

Vue panoramique vers Porrentruy (Est) depuis la plateforme de la Faux-d'Enson à Roche-d'Or.